# Parotis prasinophila
Parotis prasinophila is een vlinder uit de familie van de grasmotten (Crambidae), uit de onderfamilie van de Spilomelinae. De wetenschappelijke naam van deze soort is voor het eerst voorgesteld als Glyphodes prasinophila door George Francis Hampson in een publicatie uit 1912. De spanwijdte van het mannetje bedraagt 40 millimeter.
De soort komt voor in Congo-Kinshasa, Mozambique en Zuid-Afrika.